# Сборная Канады по хоккею с мячом
Сборная Канады по хоккею с мячом — представляет Канаду на международных соревнованиях по хоккею с мячом.

## История

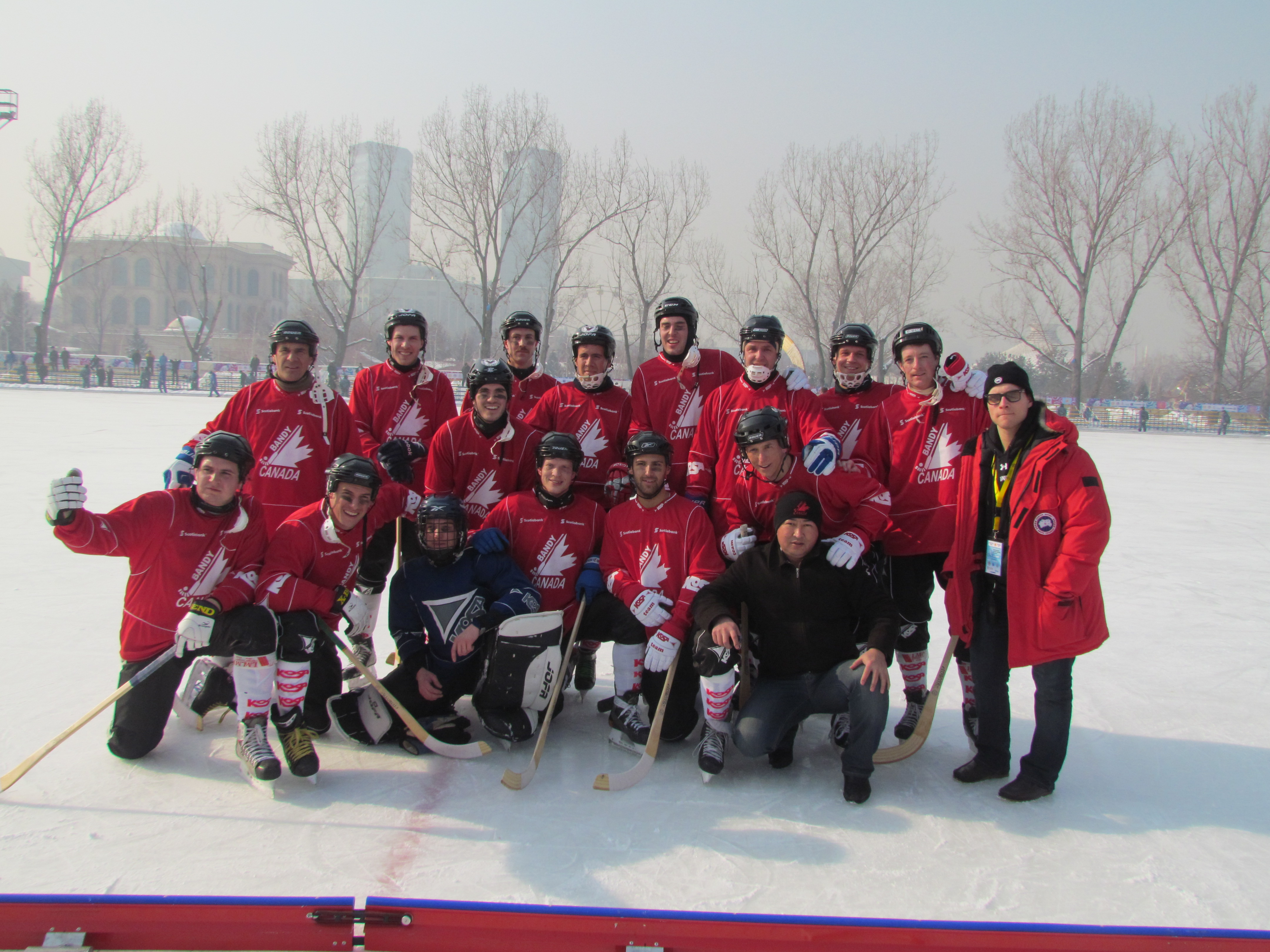
Сборная на чемпионате мира 2012 года в Алма-Ате.

Канадская федерация бенди вступила в Федерацию международного бенди 6 июля 1983 года. Сборная участвует в чемпионатах мира в группе Б с 1991 года. Лучший результат — 2-е место в группе Б в 2005 году, когда при равенстве всех показателей канадцы лишь в серии пенальти уступили сборной Белоруссии первое место, дающее право на стыковой матч с последней командой группы А. Не участвовала в чемпионатах мира 1999, 2001, 2003, 2007, 2015, 2016 годов.
На чемпионате мира 2009 сборная Канады заняла второе место в группе Б и восьмое в чемпионате вслед за сборной США.
На чемпионате мира 2017 года сборная Канады заняла первое место в группе Б и получила путёвку в группу А на чемпионате мира 2018 года. Однако на этот чемпионат хоккеисты не поехали. На следующем чемпионате хоккеисты Канады выступили неудачно и финишировали в группе В в середине таблицы (6-е место из 12), проиграв Латвии в матче за 5-е место. Обидевшись, канадцы решили не участвовать в чемпионате 2020 года

## Состав
На чемпионате мира 2017 года сборная Канады выступала в следующем составе:
| Номер | Позиция | Игрок            | Дата рождения    | Клуб               | Рост/вес |
| ----- | ------- | ---------------- | ---------------- | ------------------ | -------- |
| 1     | Вр      | Джастин Гориц    |                  | Виннипег           |          |
| 2     | Защ     | Крис Карасевич   | 1 августа 1986   | Виннипег           | 190 / 91 |
| 9     | Защ     | Коста Чолакис    | 26 января 1967   | Виннипег           | 175 / 77 |
| 4     | ПЗ      | Бретт Гаврилофф  | 16 мая 1984      | Виннипег           | 185 / 91 |
| 5     | ПЗ      | Дрю Эллемент     | 27 августа 1988  | Виннипег           | 183 / 93 |
| 7     | ПЗ      | Джон Мюррей      | 3 февраля 1986   | Виннипег           | 185 / 91 |
| 12    | ПЗ      | Курт Рили        | 3 июля 1993      | Виннипег           |          |
| 14    | ПЗ      | Кинан Стюарт     | 2000             | Виннипег           |          |
| 15    | ПЗ      | Колин Хекле      | 24 августа 1988  | Виннипег           |          |
| 18    | ПЗ      | Джефф Крюл       | 14 сентября 1988 | Виннипег           | 185 / 86 |
| 19    | ПЗ      | Кёртис Крюл      | 4 июля 1986      | Виннипег           | 185 / 88 |
| 3     | Нап     | Брэнден Эллемент | 12 марта 1985    | Виннипег           | 180 / 80 |
| 10    | Нап     | Николас Мазурак  | 20 мая 1985      | «Мус Джо Уорриорз» | 183 / 84 |
| 17    | Нап     | Брент Бюйденс    | 15 января 1985   | Виннипег           |          |